# بورک، نیو ساوت ولز
بورک (به انگلیسی: Bourke) یک شهرک در استرالیا است که در نیو ساوت ولز واقع شده‌است.